# Tokugawa Ietsugu

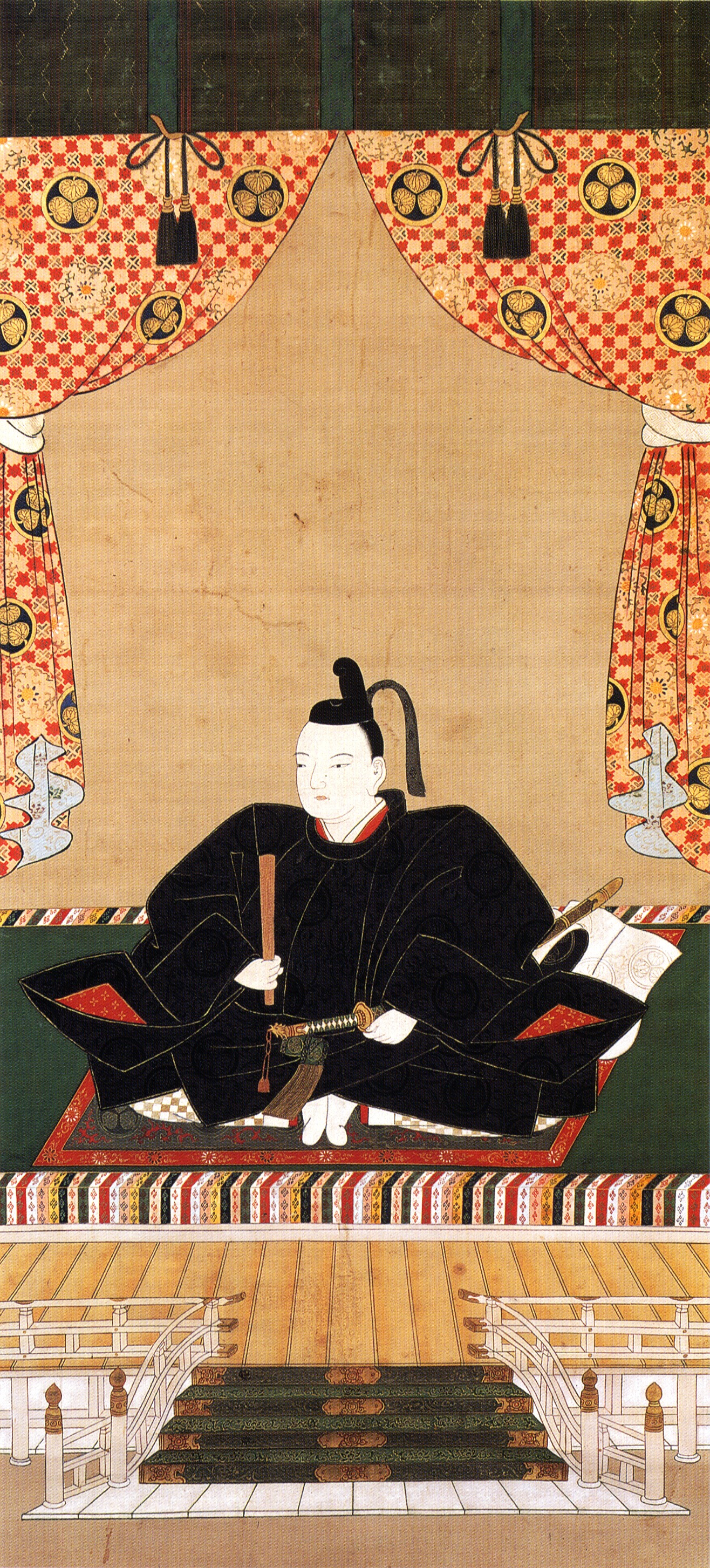
Tokugawa Ietsugu

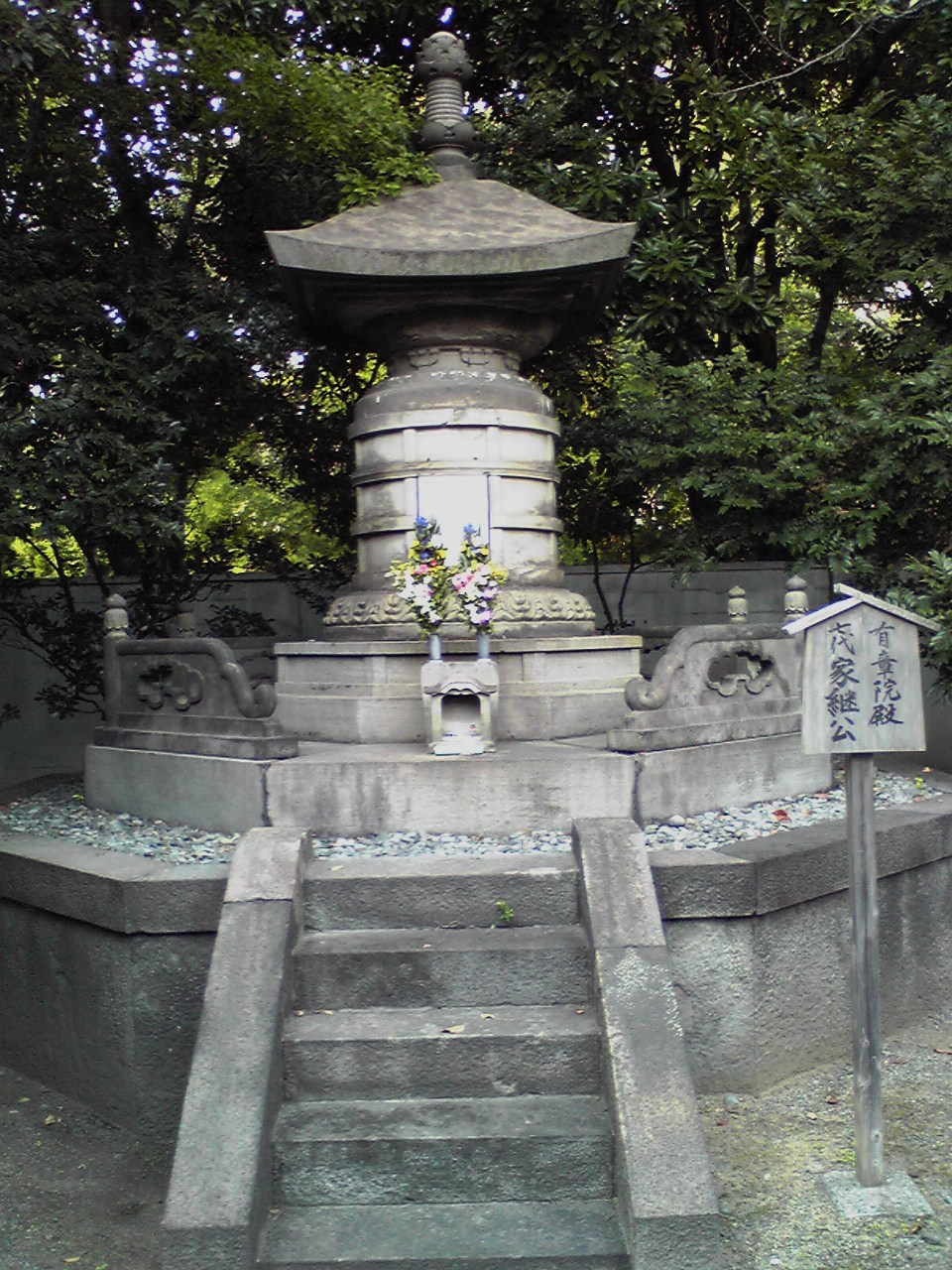
Túmulo de Tokugawa Ietsugu

Tokugawa Ietsugu (徳川家継, 8 de agosto de 1709 - 19 de junho de 1716) foi o sétimo xogum do xogunato Tokugawa; governou entre 1713 até sua morte em 1716. Foi o filho de Tokugawa Ienobu, neto de Tokugawa Tsunashige, daimiô de Kofu, bisneto de Tokugawa Iemitsu, tataraneto de Tokugawa Hidetada e tataraneto em segundo grau de Tokugawa Ieyasu.

## Primeiros anos
Ietsugo nasceu em Edo em 1709 e foi o filho mais velho do xogum Tokugawa Ienobu com uma concubina. Neste ano, seu pai era xogum, e era atendido por seu conselheiro confucionista Arai Hakuseki, que teve uma influencia considerável na corte xogunal em Edo. Seu nome de infância foi Nobumatsu Kimi e quando seu pai morreu, com apenas três anos de idade, assumiu o titulo de Xogum Ietsugu.

## Xogum Ietsugu
Apesar de ter assumido o título formal de líder do bakufu, era apenas um menino. Por não ter a idade necessária para governar, foi posto aos cuidados do conselheiro Arai Hakuseki. Durante seu reinado, existiram dois problemas: a reforma monetária e o comércio exterior em Kyushu. Ietsugu não se interessou nos assuntos do país, e as soluções eram decididas por seus conselheiros.
Em 1713, os preços aumentaram. Então varias propostas foram apresentadas a Ietsugu e Hakuseki, e estes decidiram que deveria criar uma nova moeda. Em 1974 foi introduzido uma unidade monetária metálica, e produziu a queda no preço do arroz.
Também a reforma monetária envolveu a reforma no comércio exterior. Em 1716, somente os barcos mercantis holandeses e chineses podiam comercializar na ilha de Dejima, em Nagasaki. Emitiu-se naquele ano, um documento em que o bakufu assinaria dois tratados de Comércio Exterior em Edo e Nagasaki e limitava que somente 30 barcos chineses e 2 barcos holandeses podiam entrar no país a cada ano. Com esta medida, ainda que o Japão permanecesse isolado do mundo (sakoku).
Em 1716, Ietsugu faleceu de causas naturais, com sete anos. Por ter governado por apenas 3 anos e ter morrido muito jovem, não deixou herdeiro, terminando com a linha paterna de Tokugawa Ieyasu (cem anos depois da morte de Ieyasu). Apesar disso, ainda existiam linhagens colaterais que ainda possuíam descendência de Ieyasu e o novo xogum foi escolhido de uma dessas Linhagens.

## Referencias
- Screech, Timon. (2006). Secret Memoirs of the Shoguns: Isaac Titsingh and Japan, 1779-1822. Londres: RoutledgeCurzon. ISBN 0-7007-1720-X
- Titsingh, Isaac. (1822). Illustrations of Japan. Londres: Ackerman.
- Titsingh, Isaac, ed. (1834). [Siyun-sai Rin-siyo/Hayashi Gahō, 1652], Nipon o daï itsi ran; ou, Annales des empereurs du Japon, tr. par M. Isaac Titsingh avec l'aide de plusieurs interprètes attachés au comptoir hollandais de Nangasaki; ouvrage re., complété et cor. sur l'original japonais-chinois, accompagné de notes et précédé d'un Aperçu d'histoire mythologique du Japon, par M. J. Klaproth . París: Oriental Translation Fund of Great Britain and Ireland.— Duas copias deste livro estão disponíveis na linha: (1) na biblioteca da Universidade de Michigan, digitalizado em 30 de janeiro de 2007; e (2) na biblioteca da Universidade de Stanford, digitalizado em 23 de junho de 2006. Texto original em francês.
- Totman, Conrad. (1967). Politics in the Tokugawa bakufu, 1600-1843. Cambridge: Harvard University Press.